# Open Food Facts
Open Food Facts je bezplatná online databáze potravinářských produktů z celého světa, vytvářená uživateli (crowdsourcing), licencovaná pod Open Database License (ODBL) s grafikou nahranou uživateli a šířenou pod Creative Commons Attribution–Share Alike license.
Projekt byl spuštěn 19. května 2012 francouzským programátorem Stéphane Gigandetem během Food Revolution Day, pořádaného Jamiem Oliverem. Projekt získal cenu 2013 Dataconnexions Award od Etalab a cenu OKFN za rok 2015 od Open Knowledge.
V květnu 2016 obsahovala databáze informace o více než 80 000 výrobcích ze 141 zemí.

## Přehled

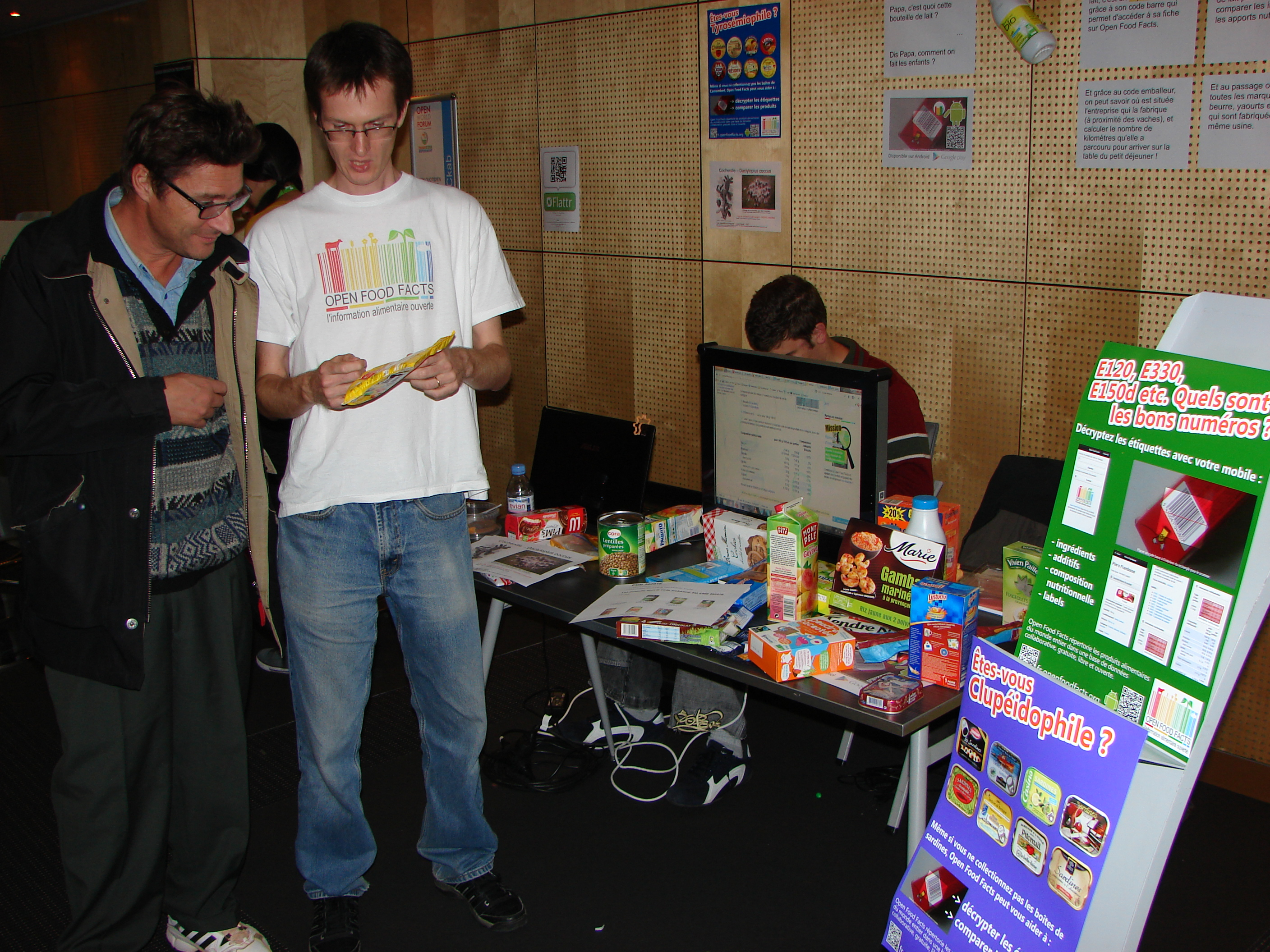
Stéphane Gigandet prezentuje projekt na Open World Forum v roce 2012.

Projekt sbírá data a informace o potravinách po celém světě. Pro každý produkt je v databázi uložen běžný název, množství, způsob balení, značka, kategorie, místo výroby nebo zpracování, země a obchody kde je produkt v prodeji, seznam ingrediencí, stopy (pro alergie, dietní omezení nebo specifické jídelníčky), přídatné látky a informace o výživové hodnotě.
Každý přispěvatel může položky přidávat nebo editovat na základě informací uvedených na obalu. Proto je většinou jako Identifikátor používán Čárový kód. Mobilní aplikace umožňuje pořizovat fotografie, ze kterých pak dobrovolníci přepisují získané informace.
Díky podobnému mechanismu úprav, rozšiřování a mazání obsahu a podobné struktuře je projekt v mediích přirovnáván k Wikipedii.

### Další použití
Informace získané díky projektu jsou znovu používány různými projekty spojenými s palmovým olejem, cukrem, a původem potravin.